# Pandemia de COVID-19 em Anguila
Este artigo documenta os impactos da pandemia de coronavírus 2019-2020 em Anguila e pode não incluir todas as principais respostas e medidas contemporâneas.

## Cronologia
Em 26 de março os dois primeiros casos foram confirmados em Anguila, sendo de uma americana, e de uma moradora local, que havia entrado em contato com a primeira. Em 2 de abril, um novo caso é confirmado elevando o número total para 3. Até 26 de abril os três haviam se recuperado.
Em 22 de novembro, foi anunciado um novo caso, de uma pessoa recém-chegada dos Estados Unidos, que foi isolada. Até 22 de dezembro, o total de casos subiu para 11, com já recuperados. Em 28 de dezembro, o total subiu para 13 casos, dos quais 12 já haviam se recuperado.

## Reações governamentais
Em 18 de março, o aeroporto e o porto foram fechados por duas semanas. As escolas foram fechadas. Reuniões públicas para mais de 12 pessoas foram proibidas. A partir de 29 de abril, igrejas, todas as lojas de varejo, salões de beleza, fornecedores, instalações recreativas, loterias, restaurantes e bares poderão reabrir, desde que seja respeitado um distanciamento social. Em 30 de abril, outras medidas foram adotadas, tais como a proibição de eventos esportivos e de aglomerações com mais de 25 pessoas.

Em 11 de maio, algumas escolas foram autorizadas a retornas com as aulas presenciais em meio período. Em 1 de junho, as restrições foram na sua maioria flexibilizadas ou eliminadas, ainda que continuaram os rígidos controles sobre a entrada de pessoas na ilha. Em 1 de novembro, as restrições de entrada foram flexibilizadas, com a reabertura comercial do aeroporto e do porto.